# Нюкасъл Уест
Нюкасъл Уест (на английски: Newcastle West; на ирландски: An Caisleán Nua Thiar) е град в югозападната част на Ирландия. Разположен е в графство Лимерик на провинция Мънстър. Намира се на 44 km югозападно от административния център на графстово град Лимерик. Имал е жп гара от 1 януари 1857 г. до 3 ноември 1975 г. Населението му е 5098 жители от преброяването през 2006 г. 